# 林英傑 (1913年)
林英傑（1913年—1950年7月21日），原名林邦富，廣東省揭陽縣玉湖村人，生於泰國曼谷，中國共產黨黨員，返國就讀集美水產學校時思想左傾，加入中國共產黨，抗戰時進入蘇北蘇區任鹽城市書記，日本戰敗後受華東局派遣赴台灣成為潛伏者，於新豐農業學校發展組織失敗後短暫逃到香港，1948年，潛台至基隆中學協助發行光明報，1948年底蔡孝乾遭捕後全台大搜捕，陳英杰遭逮捕，1950年7月21日遭槍決於馬場町。

## 生平

### 生於海外
林英傑，1913年生於泰國曼谷，祖籍廣東省揭陽縣，父林柏年為牙醫師，在曼谷開牙醫診所，林柏年娶泰國女子生林英傑，林英傑幼年就讀泰國培英學校，1927年初中時返回故鄉揭陽就讀榕江中學，1928年轉學至廈門集美水產學校 。

### 加入共產黨
林英傑就讀集美水產學校期間，受共青團員陳辛仁影響思想左傾加入中國共產黨，陳辛仁因從事共黨組織活動，而遭到學校退學處分，陳辛仁轉學至岩光中學並持續寄發左翼書刊給林英傑，收信時雖採用化名但林英傑仍遭校方察覺是共黨份子而被開除。

### 發展組織
林英傑遭校方開除後，與同學黃定志一同在汕頭的小學任教職，因弟弟林邦國在汕頭岩光中學就讀，林英傑與弟弟同住一處。1934年，特務圍捕林英傑未果將其弟林邦國逮捕，最後由父親疏通營救得以返回泰國。1936年，林英傑到普寧縣梅峰中學任教，並與同校教師陳綠綺相戀結婚，1940年林英傑與妻子到南僑中學任教，南僑中學為中共潮汕黨部所興辦，為中共重要人才培育基地，1940年8月南僑中學遭到國民政府勒令解散，1940年10月林英傑進入鹽城抗大五分校學習，百團大戰後，日軍對蘇北地區進行掃蕩，林英傑參與反抗，1941年林英傑被派任到鹽城，歷任鹽城縣教育科長、縣政府秘書、鹽城縣第六區委書記、鹽城市委書記，直到抗戰結束。

### 潛伏者
1946年初，中共華東局組織派遣林英傑、洪幼樵、徐懋德與陳仲豪等人，赴台協助蔡孝乾組織中國共產黨台灣省工作委員會，並吸收組織成員加入，林英傑由已加入共產黨擔任台南市新豐農業學校校長的黨員陳福星安排進入該校任教，1947年11月，該校教師丁錦昌等遭逮捕，陳福星、林英傑開始逃亡，林英傑逃亡至香港。
1948年組織安排林英傑進入台灣員林中學擔任教師，銜命誘引時任新竹市警局局長的許振庠回復黨籍，並發展組織，不久林英傑又遭到當局追捕，透過徐懋德安排，前往中共基隆市工委組織的省立基隆中學校長鍾浩東處，並與陳仲豪等人成立宣傳部，發行光明報，林英傑擔任主筆，撰寫社論抨擊國民政府，或印發延安新華社電訊，鼓吹革命，分析共軍形勢大好，全島解放指日可待等。隨著國共內戰戰事進入尾聲，國府聲勢搖搖欲墜，光明報的發送相當於半公開的狀態，由省工委組織成員發送，一次竟派送到士林官邸，蔣介石閱畢大怒限期破案，正好省工委學工委中共台大法學院支部成員王明德將光明報拿給心儀女子作為炫耀竟遭檢舉，光明報遭破獲後導致基隆中學校長鍾浩東落網，林英傑、張伯哲安排陳仲豪、陳少麟、方喬然等潛台黨員撤離，最後林英傑仍遭到當局逮捕並判處死刑，1950年7月21日遭槍決於馬場町。

### 紀念
林英傑遭槍決後，林英傑家屬1957年得到中华人民共和国内务部部長謝覺哉的協助，領到中華人民共和國《革命烈士證明書》與《烈士家屬證明書》，證書由時任中國共產黨中央委員會主席、中華人民共和國主席毛澤東簽署。
由於大陸劇《潛伏》的風行，使得當年的「潛伏者」事蹟受到關注，2017年，返回大陸後在汕頭任教退休的陳仲豪接受電視台的訪問，於清明節時祭拜張伯哲與遙祭當年的戰友同志，回憶起林英傑等人在基隆中學時的往事。

## 相關案件

### 林英傑叛亂案
林英傑滲透入新豐農業學校任教，並發展組織形跡敗露後，逃亡香港，1948年銜命返台誘引原為共產黨員的許振庠回復黨籍，許振庠與林英傑皆為廣東揭陽同鄉，許振庠時任新竹市警局局長，由於國共內戰國府失利，解放台灣成為可能，許振庠回復黨籍後，吸收了同為廣東同鄉的警察學校教官吳彬泉與台中縣警局局長何顥，林英傑在員林中學任教職不久即遭當局追捕，林英傑透過徐懋德參與光明報的發行，並且擔任主筆，1949年8月，光明報遭查獲並捕獲省工委台大法學院支部成員王明德等人，當局快速收網，逮捕省立基隆中學校長鍾浩東及教師一干人等40餘人，基隆市工委遭瓦解，期間林英傑也協助安排陳仲豪、陳少麟、方喬然等潛台共產黨員撤離，林英傑開始逃亡並藏匿於吳彬泉住處，1950年1月學工委領導外省李徐懋德見報刊啟順兄啟示，當即判斷蔡孝乾可能已經遭遇不測，將組織交給李水井領導後潛逃大陸，林英傑讓吳彬泉刺探蔡孝乾泉州街二十巷十六號住處的動靜遭埋伏的特務逮捕，吳彬泉落網後供出林英傑、許振庠等人，此案件造成林英傑、新竹市警局局長許振庠、台中縣警局局長何顥、警察學校教官吳彬泉四人遭判死刑，1950年7月21日遭槍決。同日槍決另有萬山戰役俘虜之果敢艦解放軍四人，因都曾將艦艇交付共軍而遭判死刑，槍決於澎湖。